# Rušník diviznový
Rušník diviznový (Anthrenus verbasci) je 2 až 4 milimetry dlouhý brouk. Vyskytuje se v Evropě, severní Africe a na Blízkém východě.

## Popis a chování hmyzu

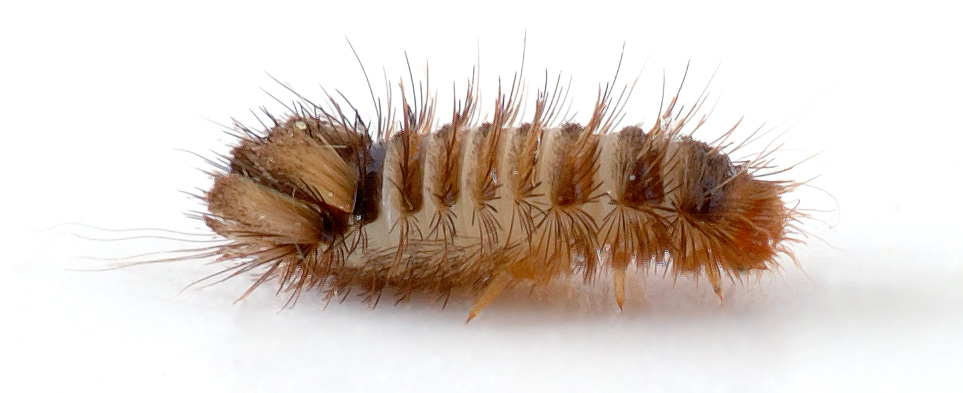
Larva

Larvy jsou hnědé a ochlupené a živí se organickým materiálem. Poškozují proto textilie, vlnu i koberce a také muzejní sbírky. Dožívají se poměrně dlouhého věku (1 až 3 roky).
Dospělí jedinci mají tělo široce vejčitého tvaru, černé barvy s mnoha bílými, žlutavými či červenými šupinami, které tvoří barevné skvrny a pásky. Žijí volně v přírodě v květech lučních rostlin, živí se nektarem a žijí asi dva týdny.
Hlavní nepřítel tohoto brouka jsou vosy Laelius pedatus z čeledi Bethylidae, které jej omráčí svým žihadlem a dobu paralýzy využijí k odstranění chloupků z jeho
těla a ke snesení vajíček na tato očištěná místa.